# Wolfram(V)-fluorid
Wolfram(V)-fluorid ist eine chemische Verbindung des Wolframs aus der Gruppe der Fluoride.

## Gewinnung und Darstellung
Wolfram(V)-fluorid kann durch Reduktion von Wolfram(VI)-fluorid mit Wolfram gewonnen werden.
{\displaystyle \mathrm {5\ WF_{6}+6\ W\longrightarrow 6\ WF_{5}} }
Ebenfalls möglich ist die Darstellung aus den Elementen.

## Eigenschaften
Wolfram(V)-fluorid ist ein gelber Feststoff, der sich in Wasser zersetzt. Die Verbindung besitzt in fester Form wie auch Niob(V)-fluorid und Tantal(V)-fluorid eine tetramere Struktur.